# Liebschützberg
Liebschützberg település Németországban, azon belül Szászország tartományban. Lakosainak száma 2894 fő (2023. december 31.). Liebschützberg Naundorf és Oschatz községekkel határos.

## Népesség
A település népességének változása:
| Lakosok száma | 3151 | 2930 | 2945 | 2957 | 2937 | 2894 |
|               | 2014 | 2017 | 2019 | 2021 | 2022 | 2023 |